# تمرد الجماهير
تمرد الجماهير  كتاب للفيلسوف والسياسي الليبرالي الإسباني خوسيه أورتيجا إي جاسيت صدر باللغة الإسبانية عام 1930 عن دار النشر الإسبانية "اليانزا ايديتوريال" في 443 صفحة، وصدرت الترجمة العربية عن دار التكوين للتأليف والترجمة والنشر عام 2011 في 271 صفحة من ترجمة المترجم السوري علي إبراهيم أشقر. وهو دراسة مؤثرة للفيلسوف أورتيجا للاضطرابات الاجتماعية في أوروبا في أوائل القرن العشرين، حيث يشمل الكاتب واحدة من أكبر الوقائع الثورية في العصر الحديث وهي واقعة وصول الشعوب والجماهير إلى سدة الحكم وكرسي العرش، كما يتكلم عن تمرد الجماهير على الحكام في العصور الحديثة وانعكاس ذلك على الفكر السياسي والاجتماعي لدى الشعوب. تم نشره في البداية في إحدى الصحف كمجموعة مقالات ثم ظهر لاحقًا في شكل كتاب.
ظلت رؤية أورتيجا، دائما، المطبوعة منذ عام 1932، للثقافة الغربية على أنها غارقة إلى أدنى قاسم مشترك لها ومنجرفة نحو الفوضى، سبباً في شهرة مؤلفها على الصعيد الدولي وظلت أحد الكتب المؤثرة في القرن العشرين.

## ملخص الكتاب
يتحدث خوسيه أورتيغا إي غاسيت عن صعود المد الجماهيري في أوروبا ووصول الجماهير إلى السلطة التي كانت دائماً حكراً على أقلية. وهذا ما يمثل وضعاً جديداً أوصلت إليه أنساق ديموقراطية في القرن التاسع عشر. وفي حين يرى المؤلف أنّ الأقلية تتألف من أفراد مبدعين ينتمون إلى حالة لا يمكن بلوغها من خلال الوراثة أو الشراء، ويؤسسون لما لم يكن له وجود من قبل، يقدّم صورة دقيقة عن الإنسان النمطي، أي عن طبيعة الجماهير نفسها وما يحركها ويتحكم بسلوكها. الكائن الجماهيري بصفته نتاجاً جامداً، وليد الكتلة والمجانَسة، لا يمكن تمييزه عن الآخرين وهو نسخة مكررة منهم 

## المحتوى
- خوسيه أورتيغا إي غاسيت.
- ملاحظة توضيحية
- مقدمة من أجل الفرنسيين
الجزء الأول
- (1) واقعة التجمهر
- (2) ارتفاع المستوى التاريخي
- (3) مستوى العصور
- (4) نمو الحياة
- (5) معطو إحصائي
- (6) بدء تشريح الإنسان – الجمهور
- (7) حياة نبيلة وحياة سوقة أو الطاقة والعطالة
- (8) لم تتدخل الجماهير في كل شيء، ولم تتدخل بعنف فقط
- (9) بدائية وتقنية
- (10) بدائية وتاريخ
- (11) عصر «السيد الصغير الراضي عن نفسه»
- (12) بربرية التخصص
- (13) الدولة، الخطر الأكبر

الجزء الثاني
- (1) لمن الحكم في العالم
- (2) المصب في المسألة الحقيقية
- (3) خاتمة من أجل الإنكليز
- (4) أما النزعة السلمية

- إضافة
- ملاحق

## مقتطفات من الكتاب
«هاكم الشروط الأساسية لوجود شعب ما: أن يكون لأفراده أمجاد مشتركة في الماضي وإرادة مشتركة في الحاضر؛ أن يكونوا قاموا معا بأمور عظيمة، وأن يريدوا القيام بأخرى أعظم... في الماضي إرث من الأمجاد وتبكيت ضمير، وفي المستقبل برنامج واحد للإنجاز... وإن وجود دولة قومية استفتاء عام يومي». هذا هو حكم رينان المعروف للغاية. فكيف يفسّر ثراؤه الاستثنائي؟ بلا ريب لطرافة الإضافة فيه. وهذه الفكرة في أن الدولة القومية قائمة على استفتاء عام يومي، تعمل فينا عملا تحريريًا. لأن الدم واللغة والماضي المشترك مبادئ سكونية محتومة صلبة وخاملة، إنها سجون. إذا كانت الدولة القومية تقوم على هذا فقط ولا شيء آخر، فإنها تكون شيئًا يقع وراء ظهرنا ولا شأن لنا به. وهي بذلك شيء ما قائم، لكنّه ليس شيئا يصنع. ولا معنى للدفاع عنها إذا ما هاجمها أحد. والحياة البشرية، شئنا أم أبينا، اهتمام دائم بشيء مستقبلي. فنحن نهتم منذ اللحظة الحاضرة بما يطرأ. فالحياة شغل دائم، دائم من غير راحة ولا انقطاع. لم لم نلتفت إلى أن العمل؛ كل عمل يعني إنجاز مستقبل؟ حتّى إذا استسلمنا إلى التذكر فإننا نصنع ذكرى في هذه الثانية للحصول على شيء للتو، ولو لم يكن إلا في اللذة في إحياء الماضي وهذه اللذة المتواضعة مثلت لنا منذ هنيئة على أنها مستقبل مرغوب فيه، لذلك نصنعها. وإعلم إذاً، أن لا شيء له معنى عند الإنسان إلا ما يقتضيه المستقبل.

## نقد وتعليقات
كتب جعفر العلواني على موقع العربي الجديد في 30 يوليو 2020: «ببصيرة نافذة، لا يتردد أورتيغا في تأكيد حقيقة أن انفجار الحشود الجماهيرية العنيف في الحياة السياسية والاجتماعية ستكون له عواقب جمّة على الناحية الثقافية من حيث الابتذال والسوقيّة، أي استبدال المنتج الفني الحقيقي بمحاكاة كاريكاتورية أو نسخة ميكانيكية نمطية أو معمعة من الحماقات والسخافات والذوق الرديء. لقد كان أورتيغا نخبويّاً في ما يتعلق بالثقافة، لكن هذه النخبويّة لم تكن على خلاف مع معتقداته الديمقراطية، لأنها كانت تتعلق بإنشاء منتجات ثقافية ووضعها في قائمة من القيم والمتطلبات المتعلقة بنشر واستهلاك المنتجات الثقافية؛ لقد كان موقفه، بهذا الصدد، عالمياً وديمقراطياً: يجب أن تكون الثقافة متاحة للجميع.»
كتب عبد الرحمن الهواري على موقع الصحيفة الإلكترونية «الجزيرة»: «من أبرز الأفكار عند أورتيجا فكرة (تمرد الجماهير).. وخلاصتها أن ثمة ظاهرة خطيرة في المجتمع الإنساني المعاصر هي ظاهرة التجمهر والامتلاء، فأينما وليت نظرك وجدت تجمهراً وامتلاء: فالمدن مليئة بالسكان، والبيوت بالساكنين، والفنادق بالنزلاء، والقطارات بالركاب، والطرقات بالمارة، والشواطئ بالمستحمين، والملاهي بالرواد، وعيادات الأطباء المشهورين بالمرضى...الخ، حتى أصبحت المشكلة اليوم هي: أن تجد مكاناً في أي مكان. ونتج عن هذه الظاهرة تعديل في الأحكام التقويمية، فأصبحت القيمة تقاس حسب مقدار التجمهر والامتلاء، فالأكتف هو الأعلى في سلم التقويم، والمسرحية التي يقبل على مشاهدتها أكبر حشد من الجمهور هي الأرفع مستوى، والصحيفة الأكثر قراء هي الأفضل، وحتى الكتاب الأكثر توزيعاً هو الأنفس، ولهذا فرض الجمهور أحكامه في تقويم الأمور حتى أصبحت مخالفته علامة على الشذوذ، بل على سوء الطبيعة! (فمن ليس مثل الناس يجازف باستبعاده).. ويرى أورتيجا أن هذا النماء في الزمان والمكان علامة قوة، ولهذا فإن (تمرد الجماهير) علامة تقدم.. لكن ل (تمرد الجماهير) هذا وجهه السيئ، فقد أصبح الحكم في توجيه الأحداث هو المعايير التي يضعها الجمهور.»
كتب موقع "عارف": "إن "تمرد الجماهير" علامة تقدم: "إن حياتنا، بوصفها ينبوعاً من الإمكانيات، عظيمة الثروة وأسمى من كل حياة عرفت من قبل في التاريخ. ولأن مقدارها أكبر فإنها تجاوزت كل الحدود والمبادئ والمعايير والمثل التي خلفها الماضي إنها أكثر حياة من كل الحيوات، وبهذا كانت أشد إشكالا وتعقيداً. لا تستطيع التوجه في الماضي بل عليها أن تخترع مصيرها."
كتب موقع الأدب الحالي: «تمرد الجماهير تُرجم إلى أكثر من 20 لغة ويعتبر عملاً حيوياً في الأنثروبولوجيا والفلسفة المعاصرة. لأن المؤلف في هذا المقال سيرث للإنسانية أحد أكثر المفاهيم التي نوقشت في القرن الأخير: مفهوم» الإنسان - الكتلة«. عمل رمزي آخر كان الرجل والناس.»

## وصلات خارجية
https://ebook.univeyes.com/29528 تمرد الجماهير
https://www.goodreads.com/book/show/13496801 تمرد الجماهير
https://ar.warbletoncouncil.org/generacion-1914-10517 تمرد الجماهير
https://www.actualidadliteratura.com/ar/jose-ortega-y-gasset/ تمرد الجماهير